# Tour derrière les Nonnes
La tour derrière les Nonnes (en estonien : Nunnadetagune torn) est une tour des remparts de Tallinn en Estonie,.

## Présentation
La tour en porte-à-faux avec un arc en plein cintre est située du côté nord des remparts de Tallinn, près de la place des tours et de la gare de Tallinn-Baltique, entre la tour au pied d'or et la tour Loewenschede.
Son adresse est Kooli tänav 1-3.
La tour derrière les Nonnes doit son nom à son emplacement derrière le couvent Saint-Michel (et) de l'ordre cistercien.
C'était l'une des tours du mur de Kanne. La construction du mur remplaçant l'ancien mur de Marguerite (et) a commencé en 1310 sous la direction de Johannes Canne, nommé administrateur adjoint de Tallinn.
Un insigne en cuivre est réalisé à l'effigie de la tour.

## Histoire
La construction de l'enceinte de la ville de Reval, qui a été considérablement agrandie au XIVe siècle, a commencé en 1310 sous la direction du Danois Johannes Kanne et a été achevée en 1355.
La construction se poursuivit au XVe siècle, une autre reconstruction fut effectuée dans les années 1520 et les murs et les tours furent achevés à la fin du XVIe siècle.
Le matériau de construction était du calcaire local, 26 tours ont été érigées, dont 18 ont survécu à ce jour. Les murs mesuraient jusqu'à 8 mètres de haut et 2,85 mètres d'épaisseur. Au bas de la partie intérieure du mur, il y avait une arcade en ogive.
Au cours des XVe et XVIe siècles, à mesure que l'artillerie se développait, des tours furent construites et des meurtrières y furent amenagées.
Au XIXe siècle, les fortifications, qui avaient perdu leur signification défensive, commencèrent à être progressivement éliminées, et en 1870 le conseil municipal de Tallinn exprima l'opinion que de toutes les fortifications de la ville, seules la grande porte côtière, la porte Harju, la tour de la porte des longues jambes et la porte Viru étaient dignes d'être préservées,.

## Galerie

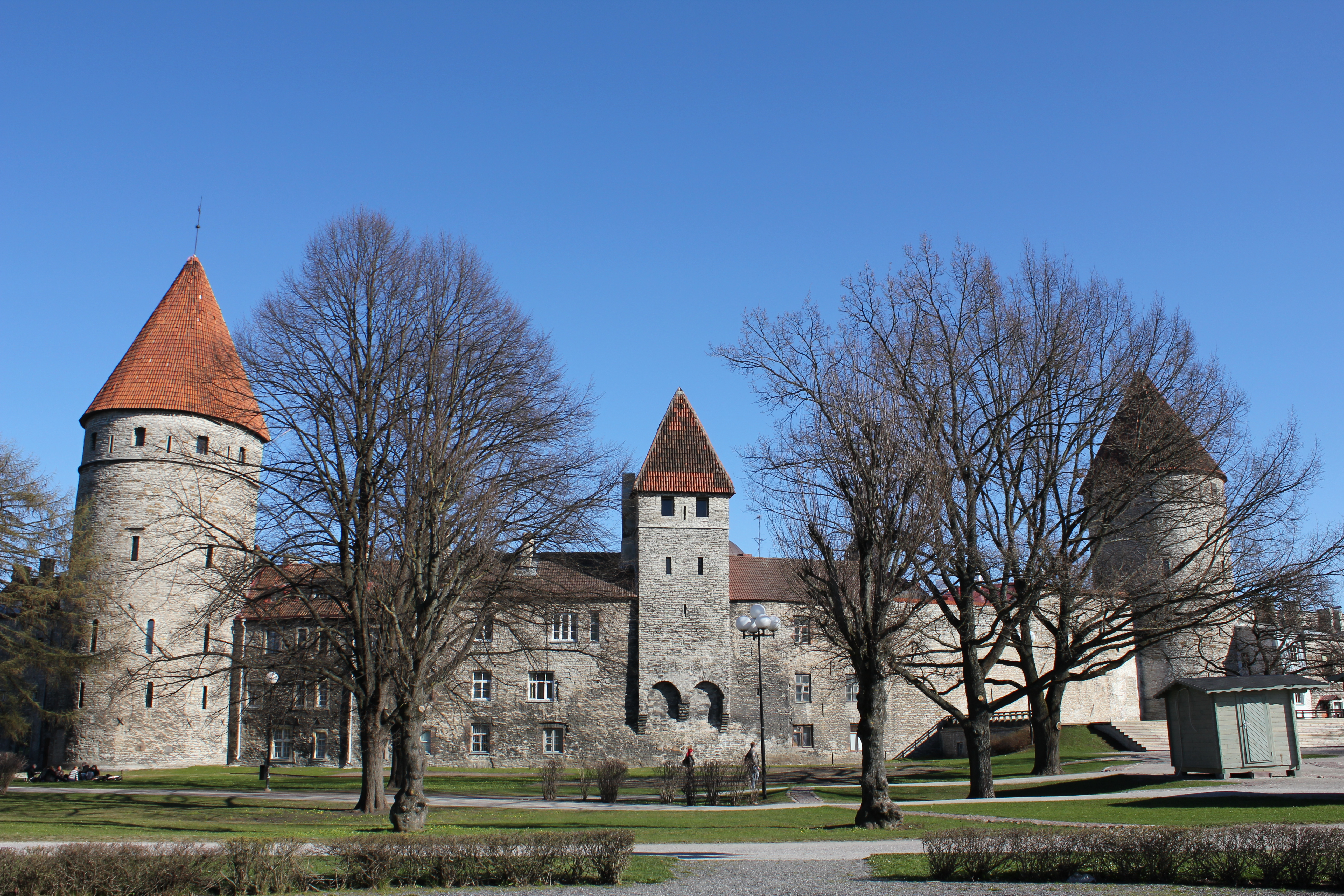
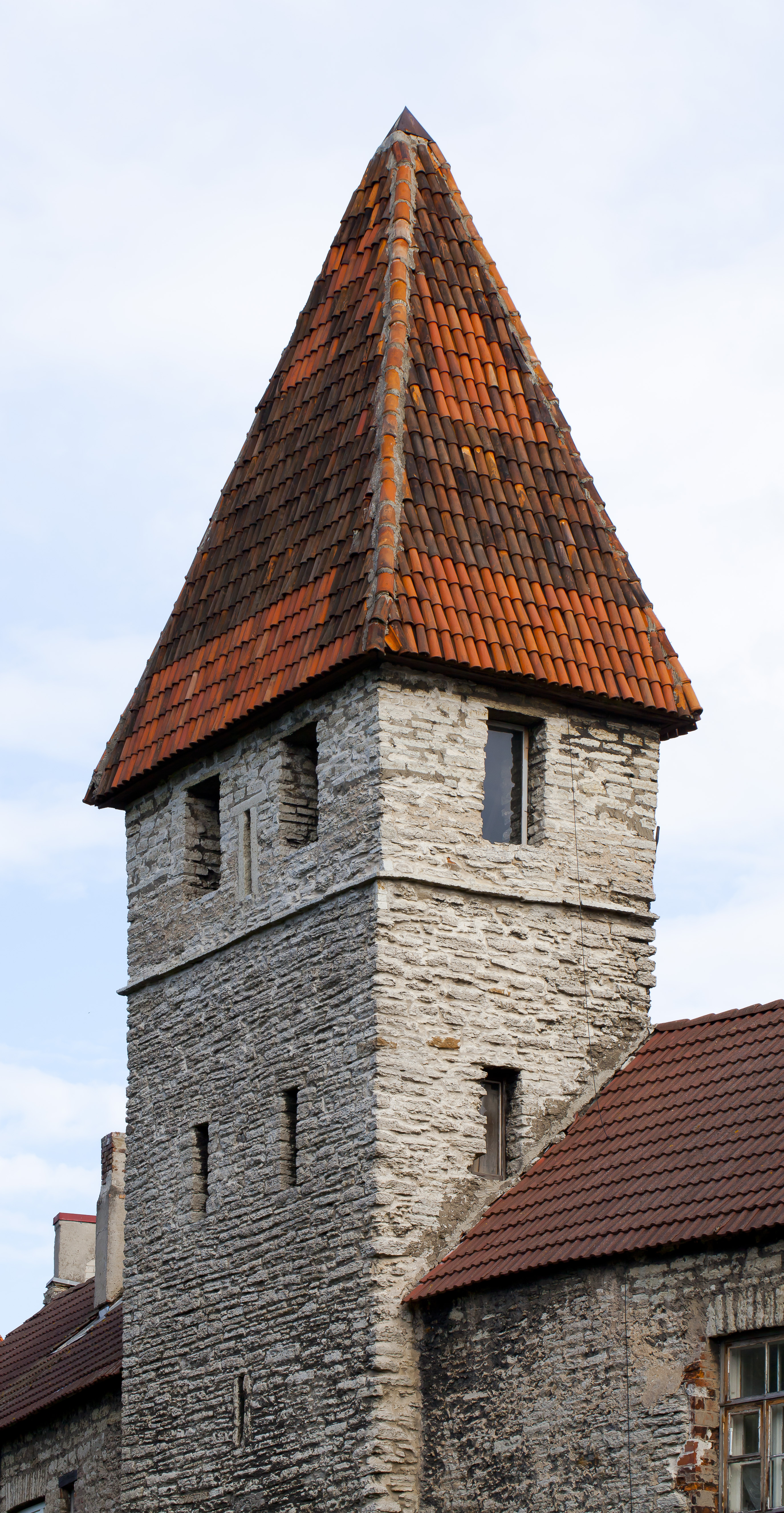
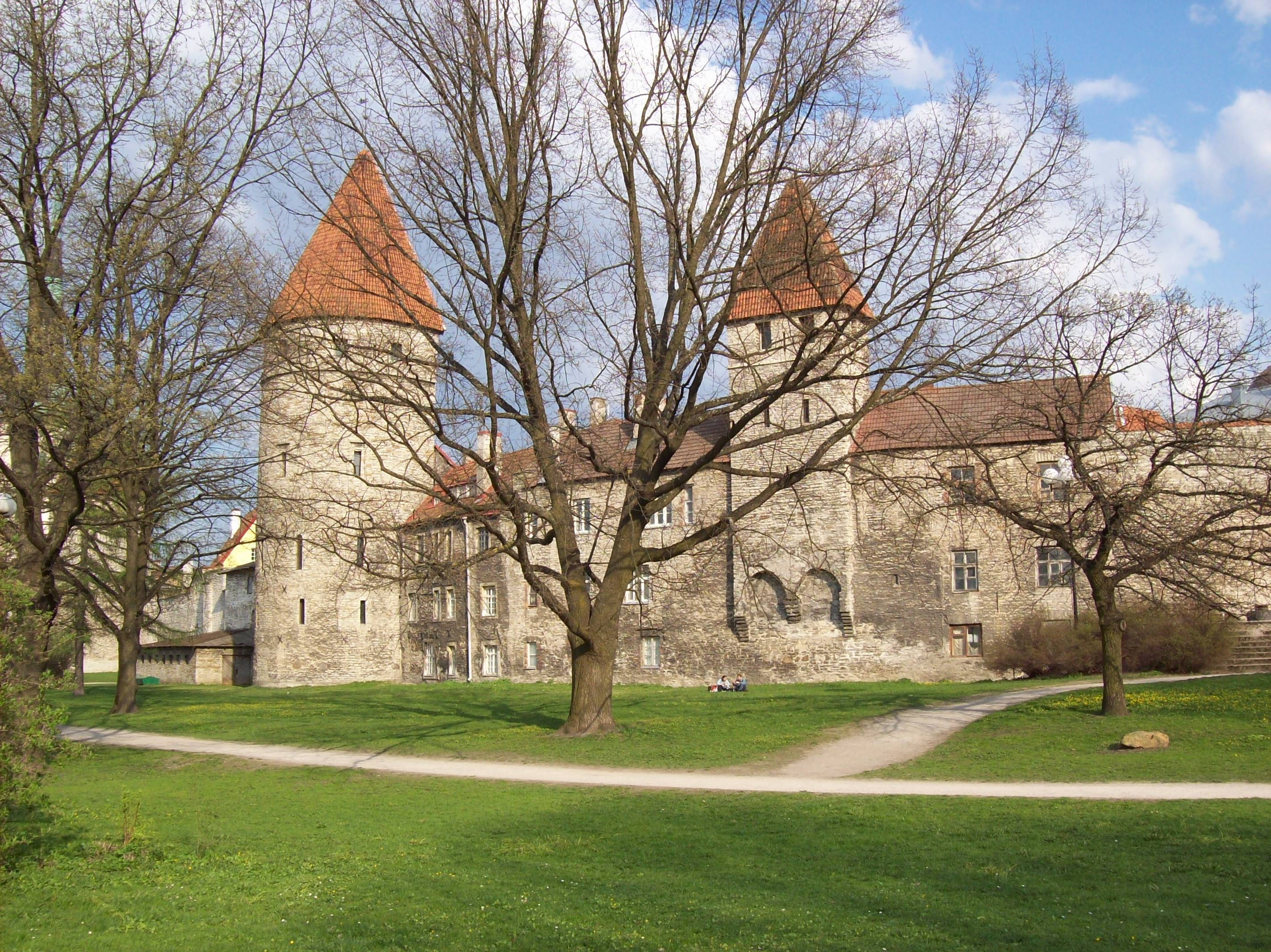
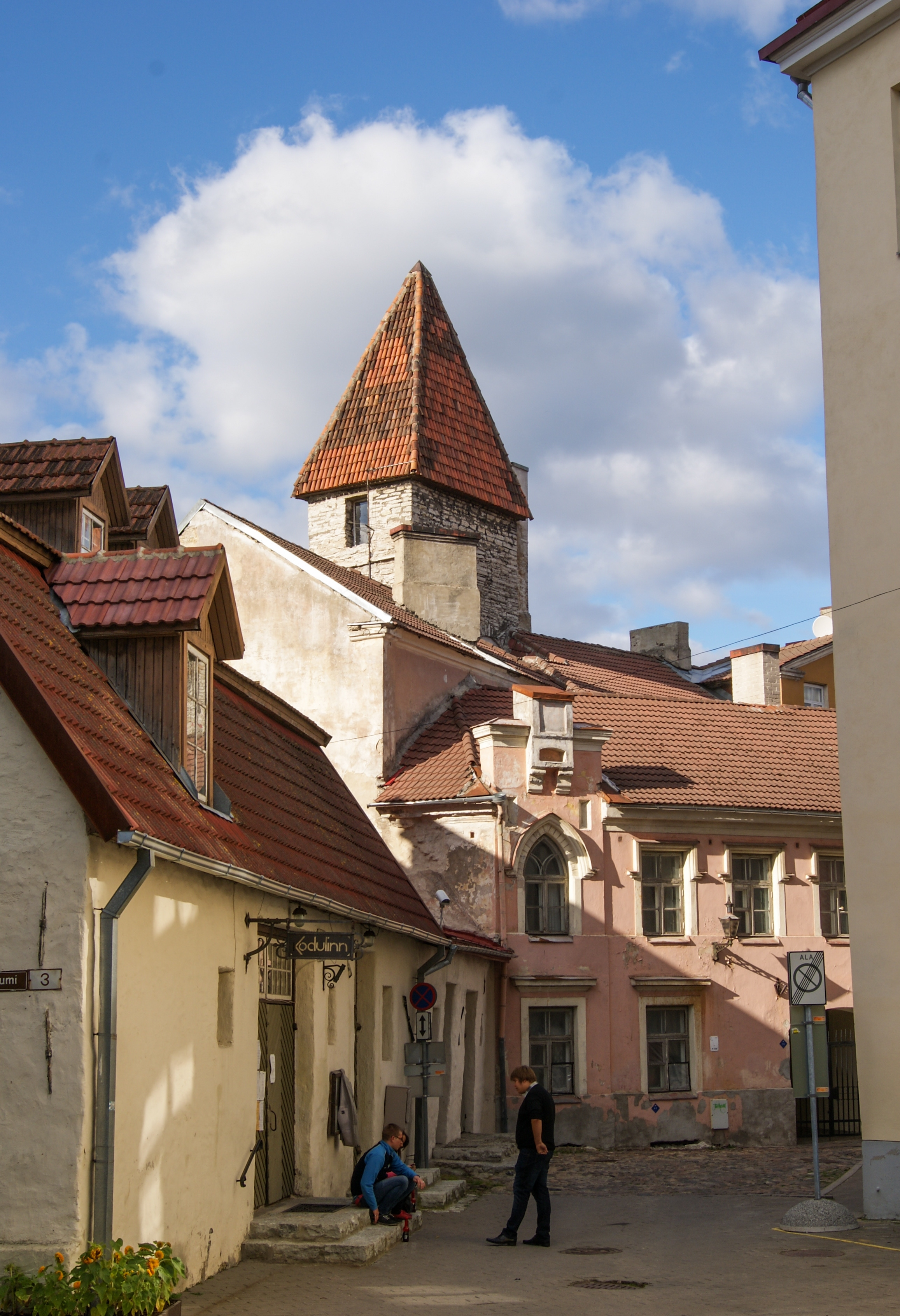
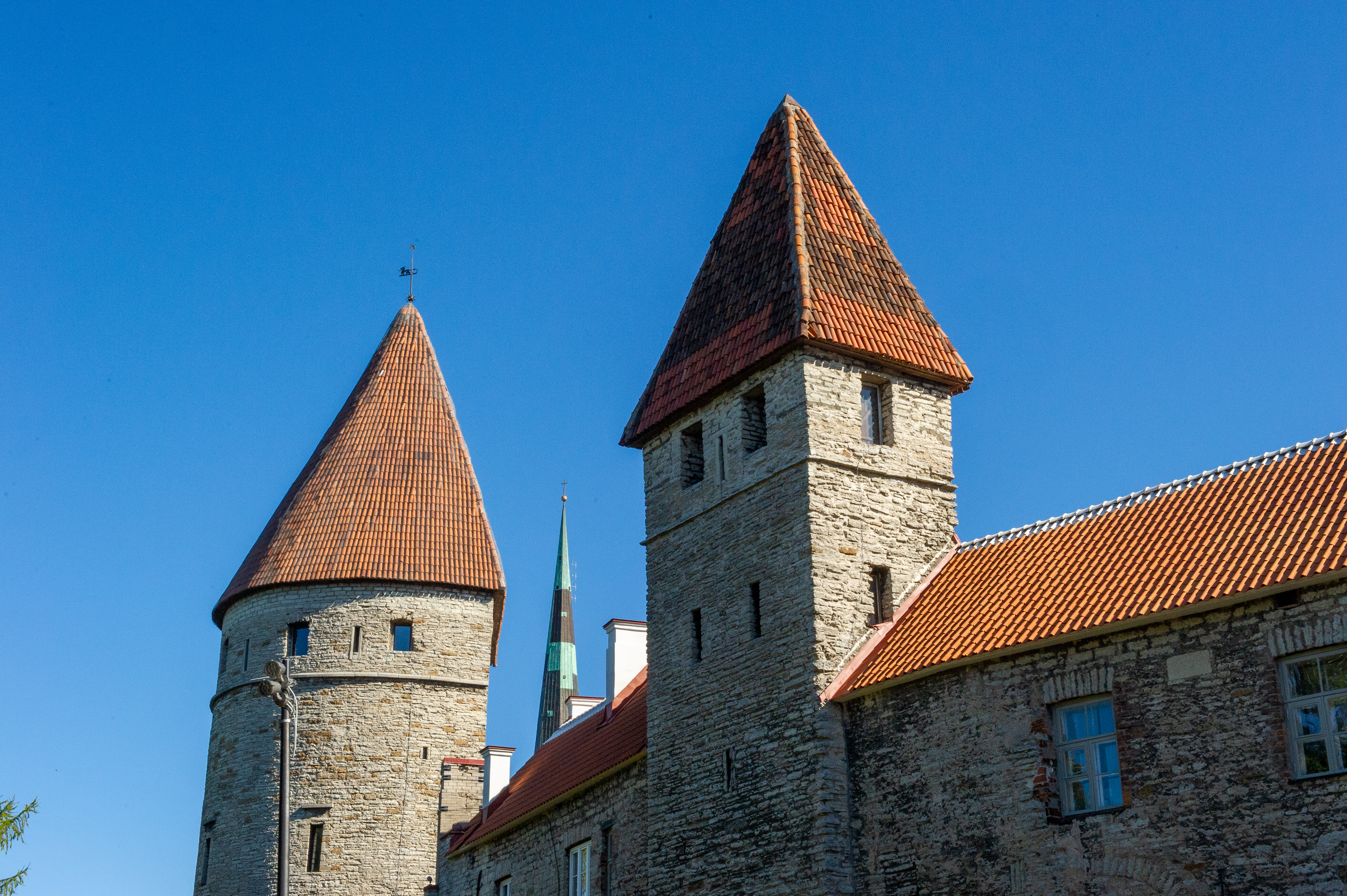